# Chlamydacanthus lindavianus
Chlamydacanthus lindavianus là một loài thực vật có hoa trong họ Ô rô. Loài này được H.J.P.Winkl. mô tả khoa học đầu tiên năm 1911.